# Alternativa para Suecia
Alternativa para Suecia (en sueco: Alternativ för Sverige) es un partido político sueco de ideología ultraconservadora y ultranacionalista creado oficialmente el 5 de marzo de 2018 por la antigua organización juvenil de los Demócratas de Suecia. Su presidente es Gustav Kasselstrand, su vicepresidente Mikael Jansson y su secretaria general Per Sefastsson.
Al igual que los Demócratas de Suecia poseen una ideología basada principalmente en el nacionalismo sueco, oponiéndose totalmente al multiculturalismo y a la Unión Europea proponiendo la salida inmediata de Suecia de dicha unión. La gran diferencia es que según ellos mismos, recogen un discurso antiinmigración más radical que el partido antes nombrado. Consideran que todos los inmigrantes con y sin permiso de residencia han de regresar inmediatamente a su país de origen ya que (según ellos) son "inmigrantes ilegales" y Suecia no ha sido el primer país seguro al que llegaron. 
En cuanto a políticas sociales, el partido se opone a la adopción homoparental y el matrimonio entre personas del mismo sexo. Describen el matrimonio entre personas del mismo sexo como "una construcción moderna destinada a cometer violencia contra tradiciones milenarias.". También han acusado al festival del orgullo LGBT de Estocolmo de sexualizar a menores. El partido también aboga por bajar el límite de aborto de la semana 18 a la semana 12. 
Recogen influencias políticas principalmente de sus homólogos Alternativa para Alemania (Alemania), Frente Nacional (Francia) y el Partido de la Libertad de Austria.
En su debut electoral en 2019, obtuvieron el 0,31% de los votos, sin poder obtener representación en el Riksdag.

## Resultados electorales
| Año  | Votos        | %    | Resultado |
| ---- | ------------ | ---- | --------- |
| 2018 | 20.290 (#10) | 0,31 | 0/349     |
| 2022 | 16.646 (#10) | 0,26 | 0/349     |